# Szkier

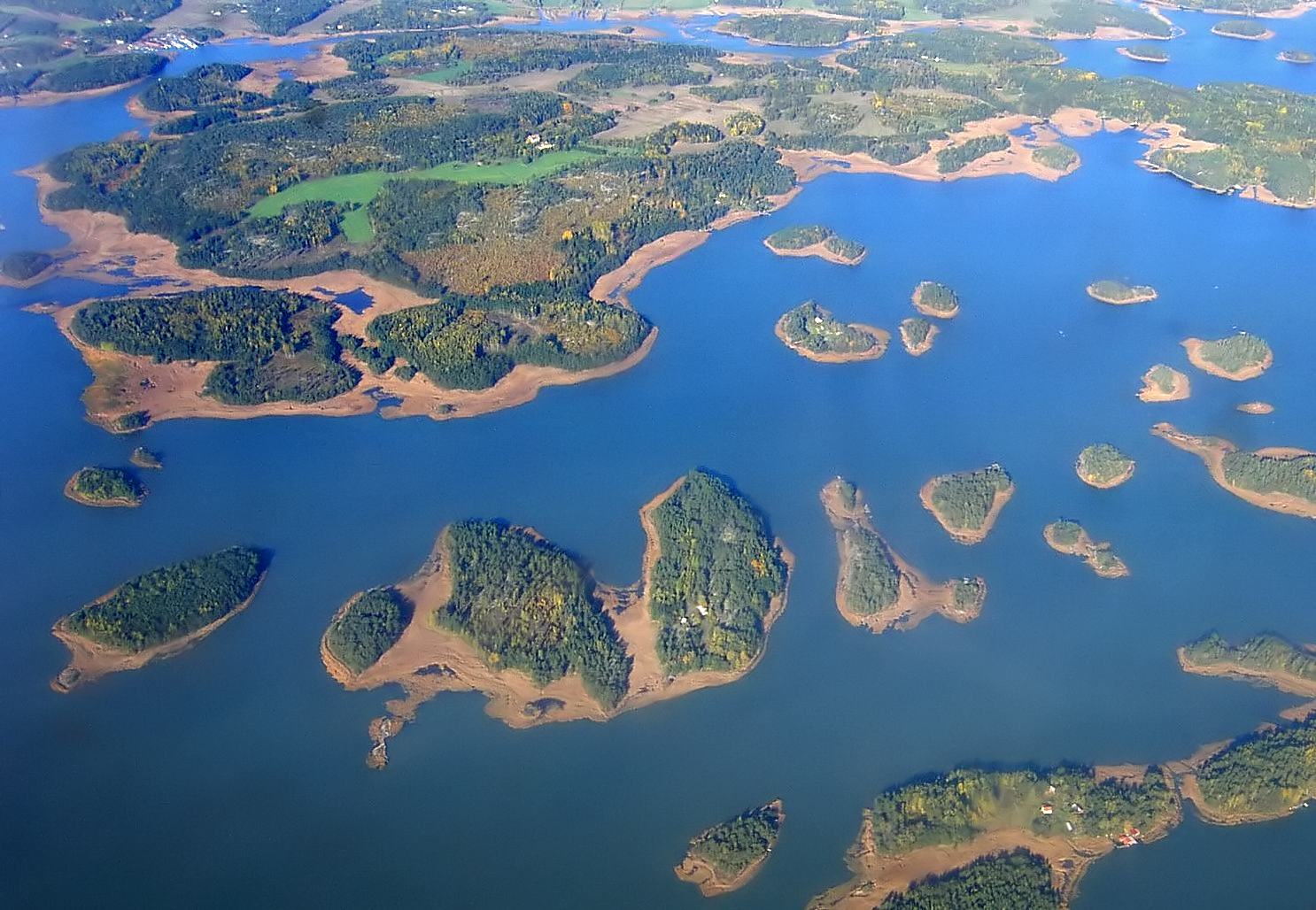
Szkiery w okolicach Naantali

Szkier (również skier, skjer, szer) – skalista wysepka, muton, powstały w wyniku niszczenia podłoża przez lodowiec oraz zalania. Szkiery charakterystyczne są dla bałtyckich wybrzeży Szwecji i Finlandii (np. Wyspy Alandzkie), zachodnich wybrzeży Norwegii oraz wybrzeży Alaski.